# Europese weg 551
De Europese weg 551 of E551 is een Europese weg die loopt van České Budějovice in Tsjechië naar Humpolec in Tsjechië. De weg volgt de Tsjechische Weg 34.

## Algemeen
De Europese weg 551 is een Klasse B-verbindingsweg en verbindt het Tsjechische České Budějovice met het Tsjechische Humpolec en komt hiermee op een afstand van ongeveer 110 kilometer. De route is door de UNECE als volgt vastgelegd: České Budějovice - Humpolec.

## Kruisingen met andere E-wegen
- E55 bij České Budějovice
- E49 bij Třeboň
- E50 en E65 bij Humpolec